# Schottische Badmintonmeisterschaft 1956
Die Schottische Badmintonmeisterschaft 1956 fand bereits vom 25. bis zum 26. November 1955 in Glasgow statt. Es war die 35. Austragung der nationalen Meisterschaften von Schottland im Badminton.

## Titelträger
| Disziplin    | Sieger                               |
| ------------ | ------------------------------------ |
| Herreneinzel | Robert Fowlis                        |
| Dameneinzel  | Wilma Tyre                           |
| Herrendoppel | Donald Ross Frank Shannon            |
| Damendoppel  | Marjory B. Forrester Maggie McIntosh |
| Mixed        | Donald Ross M. Greig                 |